# Amata italica
Amata italica är en fjärilsart som beskrevs av Rocci 1923. Amata italica ingår i släktet Amata och familjen björnspinnare. Inga underarter finns listade i Catalogue of Life.